# Gasthaus zum Hirsch (Memmingen)
Das Gasthaus zum Hirsch (auch Zum goldenen Hirsch genannt) ist ein unter Denkmalschutz stehender ehemaliger Gasthof im oberschwäbischen Memmingen in Bayern. Es steht an der Südseite des Marktplatzes.

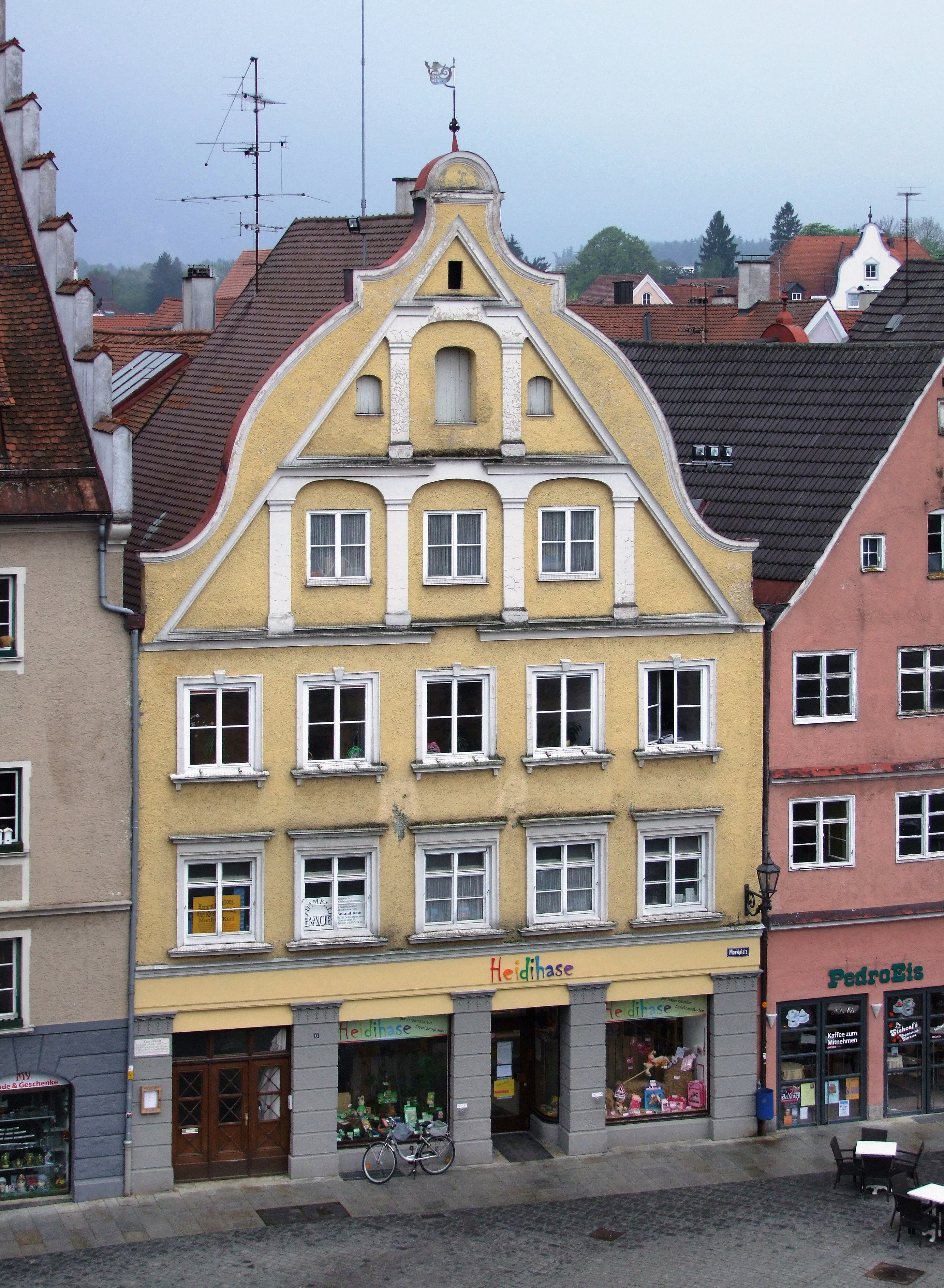
Gasthaus zum Hirsch am Memminger Marktplatz

## Geschichte

### Frühere Bebauung
Der Bauplatz gehört zur Keimzelle der alten Welfenstadt Memmingen. Er war vermutlich bereits seit dem frühen Mittelalter, spätestens jedoch im frühen Hochmittelalter bebaut. Dies bezeugt die noch erhaltene, mit Ziegelsteinen verblendete Tuffsteinwand im Inneren des Hauses. Die früheste Erwähnung befindet sich im Denkbuch der Reichsstadt Memmingen für die Jahre 1397 ff. im Stadtarchiv. Dort ist für das Jahr 1406 ein Haintzel und sinem Stiefkind vo hultzin hus erwähnt. Er musste einen Pfennig an Zins für sein Haus in der Stadt bezahlen. Es folgen weitere Zinseintragungen der späteren Jahre, meist für hoch angesehene Persönlichkeiten der Reichsstadt. Am Dienstag nach Allerheiligen des Jahres 1488 übernachtete Christoph der Starke in dem Gasthaus, 1492 nahmen dort zwei Landgrafen von Hessen Quartier. Ab dem Jahr 1499 war kurzzeitig eine Färberei in dem Gebäude untergebracht. Bis 1589 wechselten die Besitzer häufig. Zeitweilig gehörte das Haus auch dem Apotheker Dr. Ivo Strigel, dem Sohn des Künstlers Ivo Strigel. Er ließ in dem Gasthaus wie viele Apotheker im 16. Jahrhundert Betten für die Pflege der Kranken einrichten. Es war also zu dieser Zeit eine Art Krankenhaus. Walter Eysenberger erwarb das Haus 1521. Er gehörte der Großzunft an und war im Gefolge von Kaiser Maximilian I. aus Nürnberg eingewandert.

### Baugeschichte des aktuellen Gebäudebestands
Das heutige Haus wurde 1589 im Auftrag der Stadt als Gasthaus erbaut, in deren Besitz es sich bis 1634 befand. Seit diesem Zeitpunkt befindet es sich im Privatbesitz.
Nachdem die Stadt von den kaiserlichen Truppen im Dreißigjährigen Krieg nach längerer Belagerung besetzt worden war, wohnte im Januar 1633 der Kroatengeneral Isolani in dem Gasthaus. Der Wirt wurde als einziges Mitglied der Stadtregierung nicht nach Tirol verschleppt, sondern durfte in der Stadt bleiben.
Die Verhandlungen mit einem Unterhändler Napoleons am 14. Oktober 1805 wurden ebenfalls in dem Gasthof geführt. Der Unterhändler wurde dabei mit verbundenen Augen zum Gasthof geführt, um den Wohnort des österreichischen Platzkommandanten Graf Spangen geheim zu halten.
Kurze Zeit später geriet 1826 der Wirt Gabriel Häberle durch Überschuldung in finanzielle Not, worauf der Gasthof, der damals aus der Gaststube, einem Tanzplatz, mehreren beheizbaren und nicht beheizbaren Gast- und Dienstbotenzimmern sowie einem geräumigen Hof mit laufendem Wasser und Stallungen für 24 Pferde bestand, versteigert werden sollte. Der Wert wurde auf 5500 Gulden geschätzt. Dieser Schätzpreis wurde allerdings bei mehreren Versteigerungsterminen nicht erreicht. Der Wirt Häberle konnte sich mit den Geldgebern anders einigen und übergab das Gasthaus seinem Sohn.
Im Jahre 1831 ließ der Bierbrauer Rist, der durch Einheirat in den Besitz des Gasthofes gekommen war, diesen nebst Stallungen und der Einrichtung versteigern. Neuer Eigentümer wurde der Inhaber der Brauerei Zum Weißen Schwanen in der angrenzenden Ulmer Straße. Dieser übertrug die auf dem Anwesen ruhende Weinwirtschaftsgerechtigkeit auf sein Gasthaus in der Ulmer Straße. Im Gegenzug wurde die Brau- und Taferngerechtigkeit auf den Goldenen Hirsch übertragen. Bei einer erneuten Versteigerung des Anwesens kam es 1846 in den Besitz von Nicolaus Textor. Über ihn wurde 1851 das Konkursverfahren eröffnet und er wanderte daraufhin 1854 nach Nordamerika aus. Nach einer weiteren Versteigerung kam das Haus in den Besitz des aus Pfaffenhausen stammenden Bierbrauers Xaver Leonhard. Er braute von März 1852 bis Dezember 1854 49 Schäffel Malz zu weißem Bier, 136 Schäffel zu braunem Sommerbier und 56 Schäffel zu braunem Winterbier.
Sein Nachfolger Joseph Leonhard fiel am 27. August 1889 einem Verbrechen zum Opfer. Daraufhin übernahmen seine drei Schwestern das Geschäft. Diese gaben den Brauereibetrieb auf, ließen das Brauereigebäude abbrechen und bauten dort ein Wohnhaus. Es dürfte sich dabei um das Gebäude hinter dem Gasthaus handeln. Danach wechselten die Besitzer und Pächter häufig. Von 1913 bis 1919 wurde neben dem Schankbetrieb auch eine Metzgerei in dem Gebäude betrieben. Baumeister Unglehrt baute das Gasthaus 1911 um.

### Einstellung des Restaurationsbetriebes und Wiederaufnahme
Im Mai 1919 wurden die Räumlichkeiten von einem Metzger und einem Braumeister erkauft. Allerdings lehnte die Stadt das Gaststättenkonzessionsgesuch ab, woraufhin der Betrieb noch im selben Monat eingestellt wurde. Daraufhin erwarb die Firma Emil Bäßler das Haus. Er richtete in den Gasträumen ein Ladengeschäft und Lagerräume ein. Die ehemaligen Fremdenzimmer wurden zu Wohnungen umgebaut.
Den Namen „Zum Hirsch“ behielt das Haus, das sogenannte Realrecht wurde auf das Fugger-Booser-Haus übertragen. Später befindet sich im Erdgeschoss ein Spielwarengeschäft, die oberen Stockwerke beherbergen Wohn- und Büroräume.
Im April 2019 erwarb der italienische Bauherr, Immobilien- und Gastronomieinvestor Cosimo Reo aus Leutkirch das Gebäude und führte es gut hundert Jahre später wieder seiner historischen Gastronomienutzung zu. Nach dreijähriger Planungs- und Bauzeit wird das italienische Restaurant Lorenzo im April 2022 eröffnet und die Historie der Gastronomienutzung wird fortgesetzt.

## Baubeschreibung
Das dreigeschossige Giebelhaus besitzt fünf Achsen. Durch Ladeneinbauten wurde das Untergeschoss geändert, während die restlichen Teile des Hauses wohl im Wesentlichen aus dem 16. Jahrhundert entstanden sind. Durch Pilaster und Blendbogen ist der zweigeschossige Giebel bereits seit 1586 gegliedert. Die alten Schwingungen an der Giebelschräge stammen aus der zweiten Hälfte des 18. Jahrhunderts. An der Westseite des Hauses befindet sich eine mit Ziegeln verkleidete hochmittelalterliche Tuffsteinmauer. Das Erdgeschoss ist als zweischiffige Halle gegliedert. Sie besitzt drei Joche mit Kreuzgratgewölbe, welches auf Rundpfeiler gestützt ist. Die Hallenform ist durch moderne Zwischenwände unterteilt worden.